# Arrondissement de Moscou de Nijni Novgorod
L'arrondissement de Moscou (russe : Московский райо́н, Moskovski raïon) est l'un des huit arrondissements de la ville de Nijni Novgorod en Russie. Il se trouve dans la partie dite Zaretchié (de la rivière).

## Situation
L'arrondissement de Moscou se trouve dans la partie dite Zaretchié sur la rive gauche de l'Oka et la rive droite de la Volga.

## Galerie

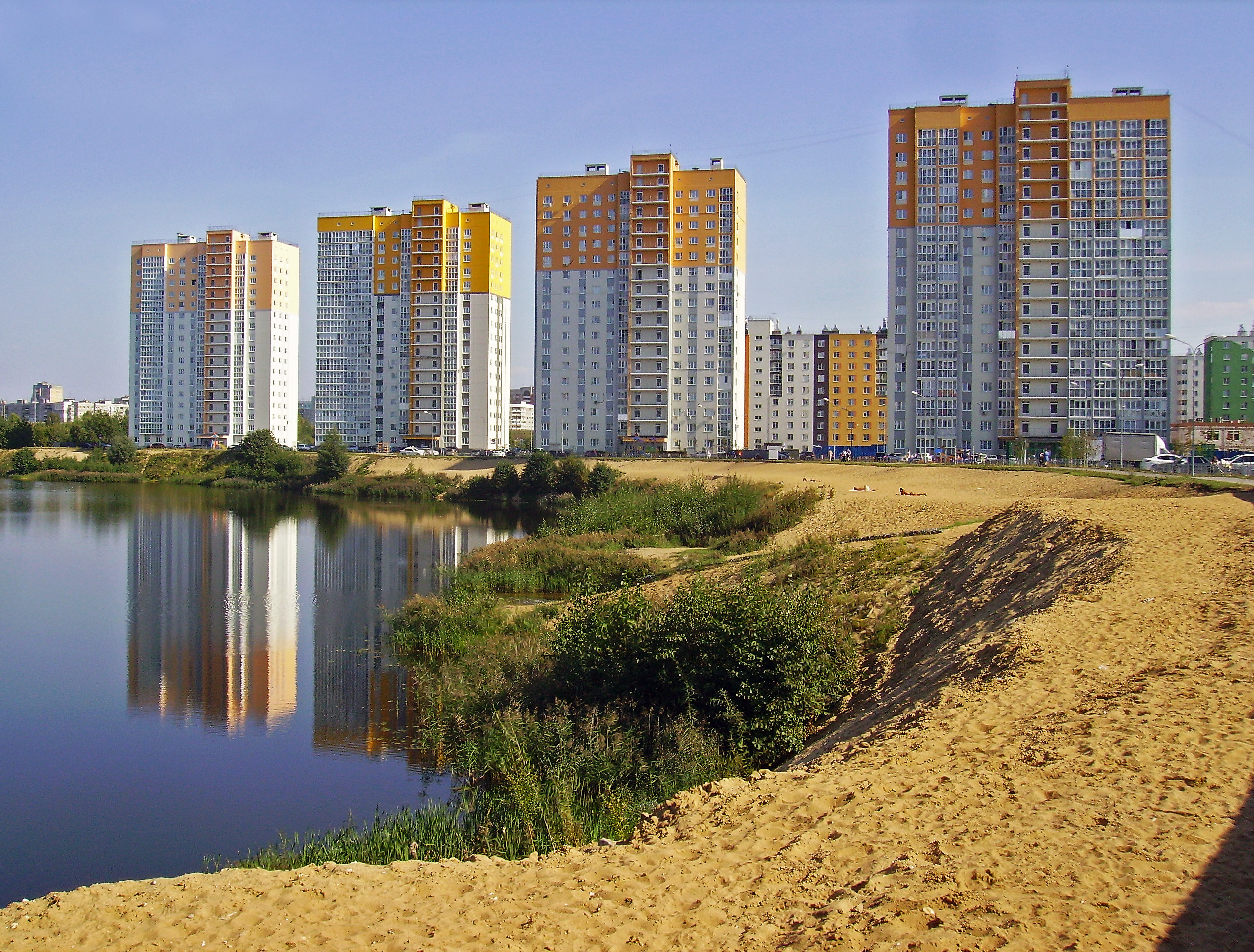
Quartier de Bournakovskaïa.
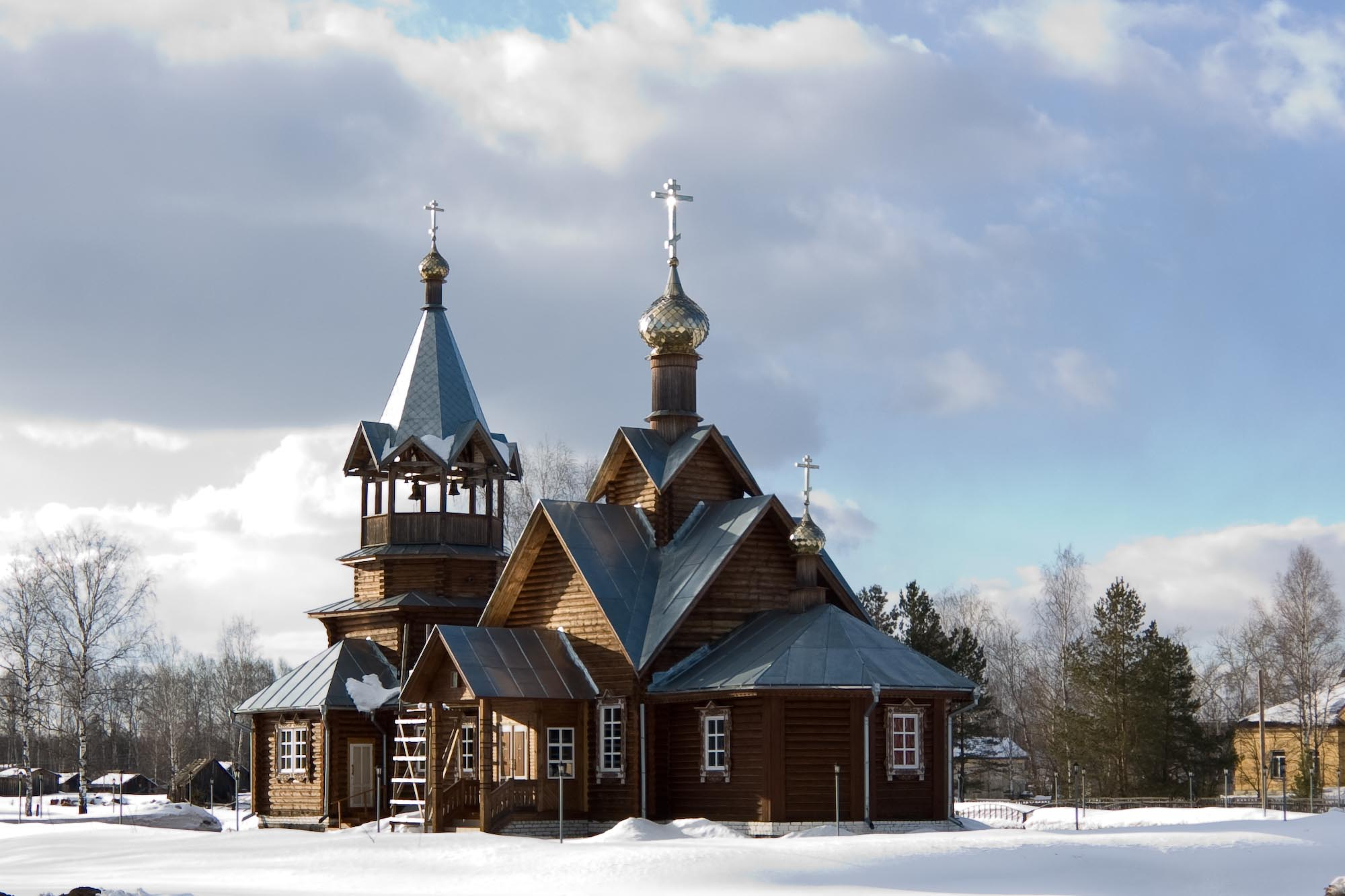
Église à Berezovia Poïma.
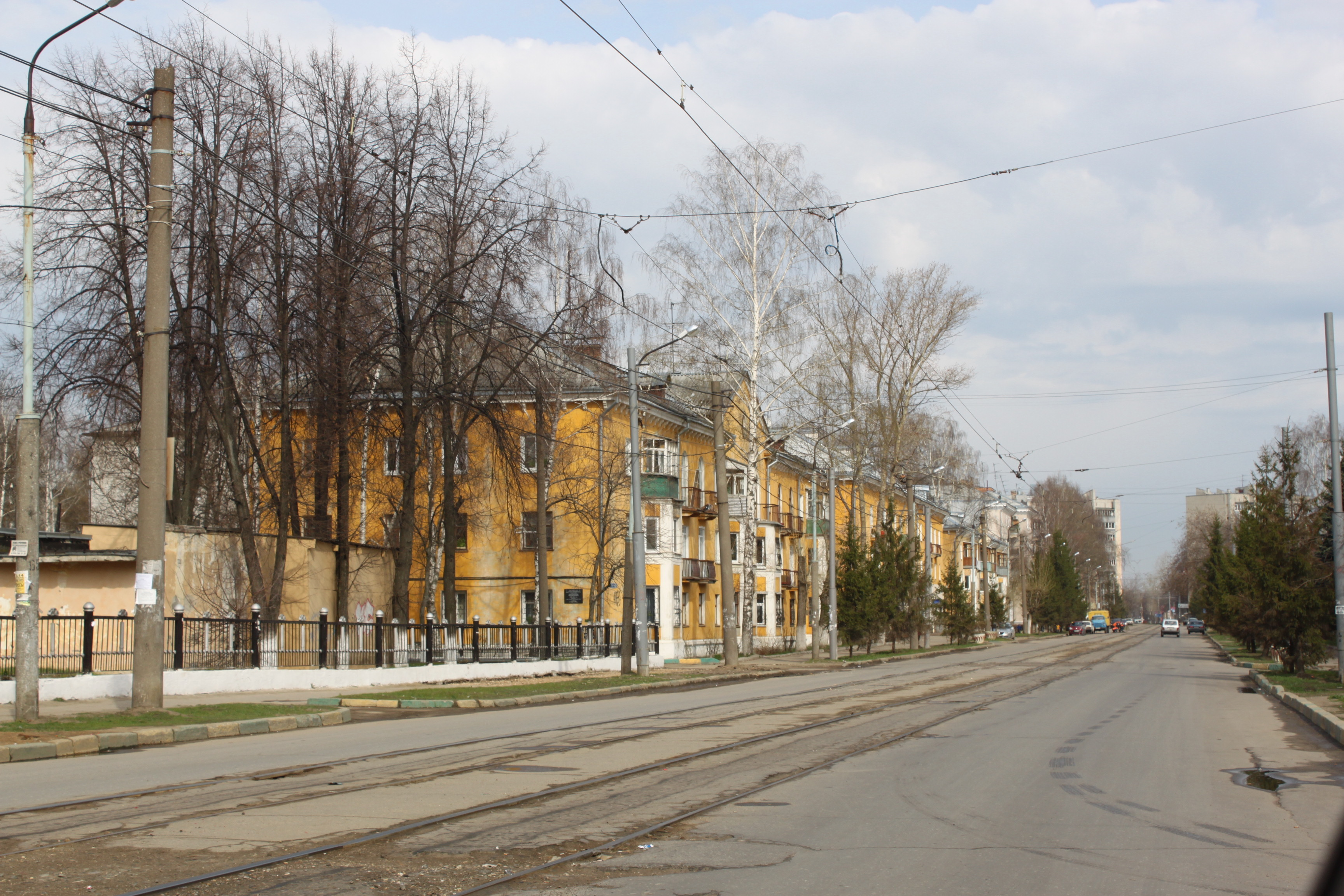
Rue de Tcherniakhovsk.
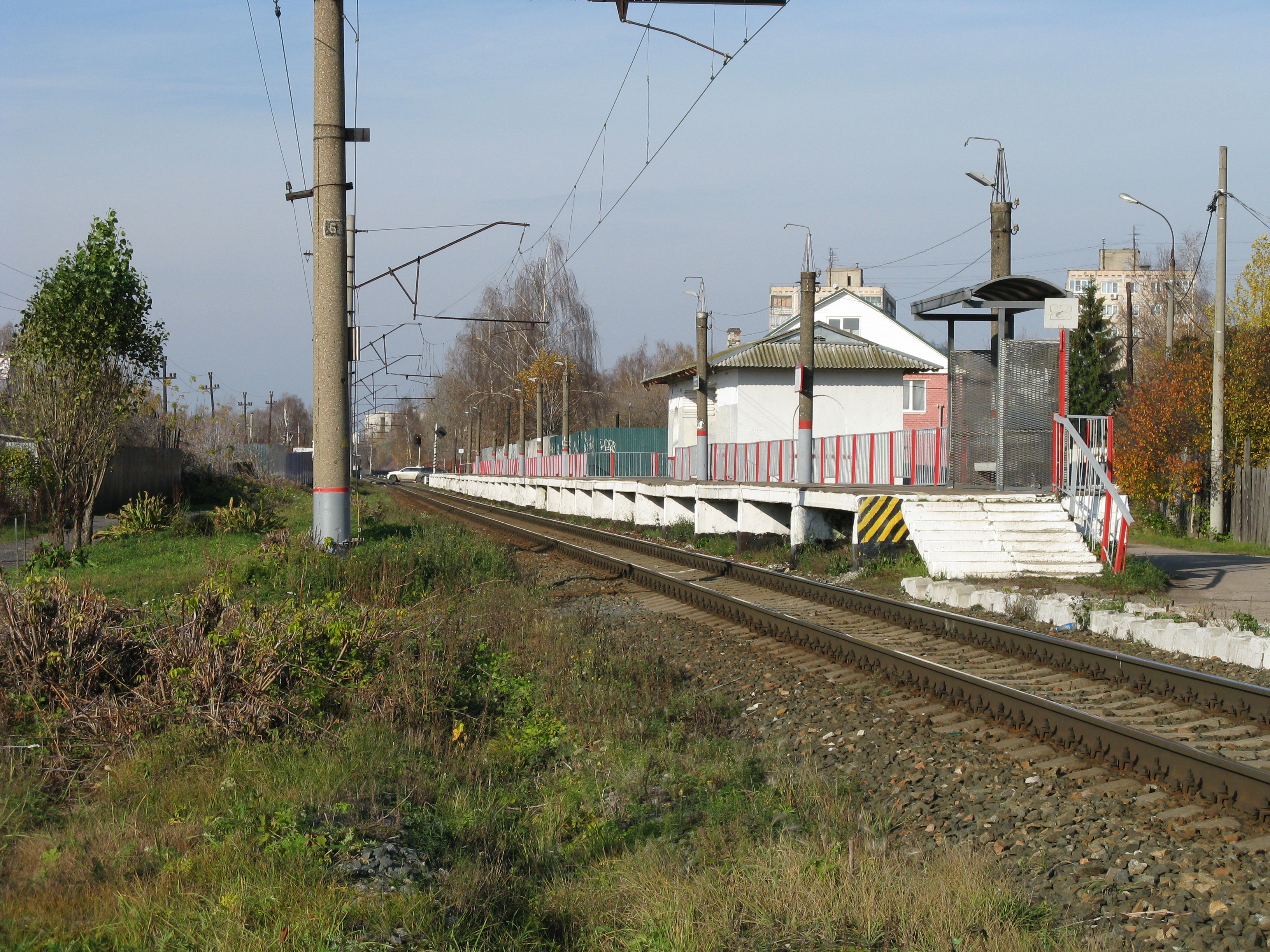
Halte de Tchadaïevo.